# کیم یوگیل
کیم یوگیل (انگلیسی: Kim U-gil؛ زادهٔ ۱۷ اکتبر ۱۹۴۹) بوکسور اهل کره شمالی است.